# Shukria Barakzai
Shukria Barakzai (Pashtu: شکريه بارکزۍ; Kabul, 1970) è una politica, giornalista e femminista mussulmana afghana, è stata ambasciatrice dell'Afghanistan in Norvegia.
Ha ricevuto l'International Editor of the Year Award. Dal 2021 vive fuori dall'Afghanistan.

## Biografia
È nata nel 1970 a Kabul, in Afghanistan. "Barakzai" è un nome comune tra i pashtun, uno dei principali gruppi etnici del paese, ed è stato condiviso dai suoi governanti dal 1830 fino al rovesciamento dell'ultimo re. Parla entrambe le lingue ufficiali dell'Afghanistan, pashtu e dari, oltre all'inglese. Suo nonno paterno era un uomo d'affari mentre il nonno materno era un senatore durante i tempi del re Zahir Khan.
Barakzai è andata all'Università di Kabul negli anni '90. A metà della laurea, ha dovuto interrompere gli studi a causa delle crescenti violenze tra governo e Mujaheddin. Nel settembre 1996 i talebani conquistarono Kabul. A quel punto molti cittadini, soprattutto la borghesia colta, andarono in esilio.

## Attività giornalistica
Dopo la caduta del regime talebano, Barakzai ha fondato nel 2002  Aina-E-Zan (Lo specchio delle donne), un settimanale nazionale. Si batte su questioni come la mortalità materna e infantile, aree in cui l'Afghanistan ha grandi difficoltà. (L'Organizzazione mondiale della sanità (OMS) ha calcolato che l'Afghanistan nel 2003 aveva la percentuale più alta al mondo di donne che muoiono di parto a 1900 per 100.000 nati vivi).) Barakzai sostiene: "Matrimonio precoce, matrimonio forzato e violenza contro le donne sono ancora pratiche comuni e accettate". Si concentra su grandi questioni, dicendo: "A mio parere il burqa non è così importante. Ciò che è importante è l'istruzione, la democrazia e la libertà". Sottolinea l'unità tra le donne così come il ruolo che gli uomini devono svolgere.
Barakzai attribuisce alla tecnologia come i telefoni cellulari, vietati sotto il regime talebano, l'aiuto ai giovani afghani per integrarsi nel mondo moderno. Ad esempio, l'utilizzo di messaggi di testo per votare per un partecipante a un concorso di talent show televisivi dimostra come può funzionare il voto democratico.  Usa anche la sua posizione per sottolineare la mancanza di libertà di stampa e i rischi per i giornalisti.  (Reporters sans frontières classifica l'Afghanistan 156 su 173 nella sua lista di libertà di stampa, e afferma che la situazione è particolarmente difficile per le donne e per coloro che lavorano nelle province).

## Attività politica

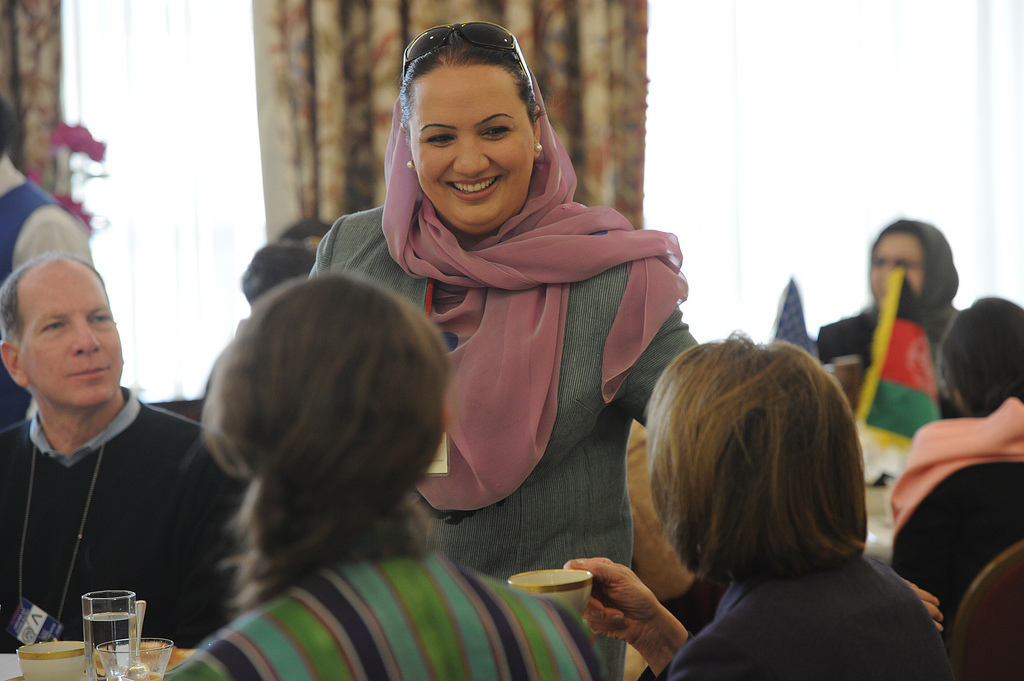
Shukria Barakzai partecipa a una colazione con membri del Congresso degli Stati Uniti e parlamentari afghani presso l'ambasciata statunitense a Kabul, in Afghanistan

Barakzai è stata nominata membro della loya jirga del 2003, un corpo di rappresentanti di tutto l'Afghanistan costituito per discutere e approvare la nuova costituzione dopo la caduta dei talebani.  Nelle elezioni dell'ottobre 2005 è stata eletta membro della Camera del popolo ("Wolesi Jirga"), la Camera bassa dell'Assemblea nazionale dell'Afghanistan. È una delle 71 donne su 249 parlamentari.
È una delle poche parlamentari donne che parlano a favore dei diritti delle donne e affronta minacce di morte per le sue opinioni.  Le sue critiche alla legislatura sono di ampio respiro: "Il nostro parlamento è un insieme di signori. Signori della guerra, signori della droga, signori del crimine". Ha difeso Malalai Joya, un'altra donna deputata che ha condannato i signori della guerra, che ha subito abusi e minacce di violenza in parlamento: "Sono stata l'unica a cui ho appena annunciato che alcuni parlamentari minacciavano di violentarla. [...] Ecco perché dopo questo, sono rimasti zitti". Nel novembre 2014 è stata ferita in un attacco suicida contro un convoglio su cui viaggiava a Kabul. L'attacco ha ucciso tre persone e ne ha ferite 17.
Dopo la caduta di Kabul nel 2021 è fuggita dall'Afghanistan.